# کمل کلامک
«کمل کلامک» آلبومی از هنرمند اهل مصر عمرو دیاب است که در سال ۲۰۰۵ میلادی منتشر شد.